# Regent Street
Pour les articles homonymes, voir Régent.
Regent Street est une rue commerçante dans le West End de la ville de Londres.
Le nom de la rue, de Regent's Canal et de Regent's Park renvoie à George, prince-régent (plus tard George IV).

## Situation et accès
Elle relie Waterloo Place à Mortimer Street, en passant par Piccadilly Circus et Oxford Circus. À son extrémité septentrionale, une rue très courte dans la forme d'un virage en « S » (Langham Place) elle relie avec Portland Place.
Elle est desservie par deux stations de métro :
-  Piccadilly Circus au sud, où circulent les trains des lignes  Bakerloo  Piccadilly ;
-  Oxford Circus au nord, où circulent les trains des lignes  Bakerloo  Central  Victoria.

## Origine du nom

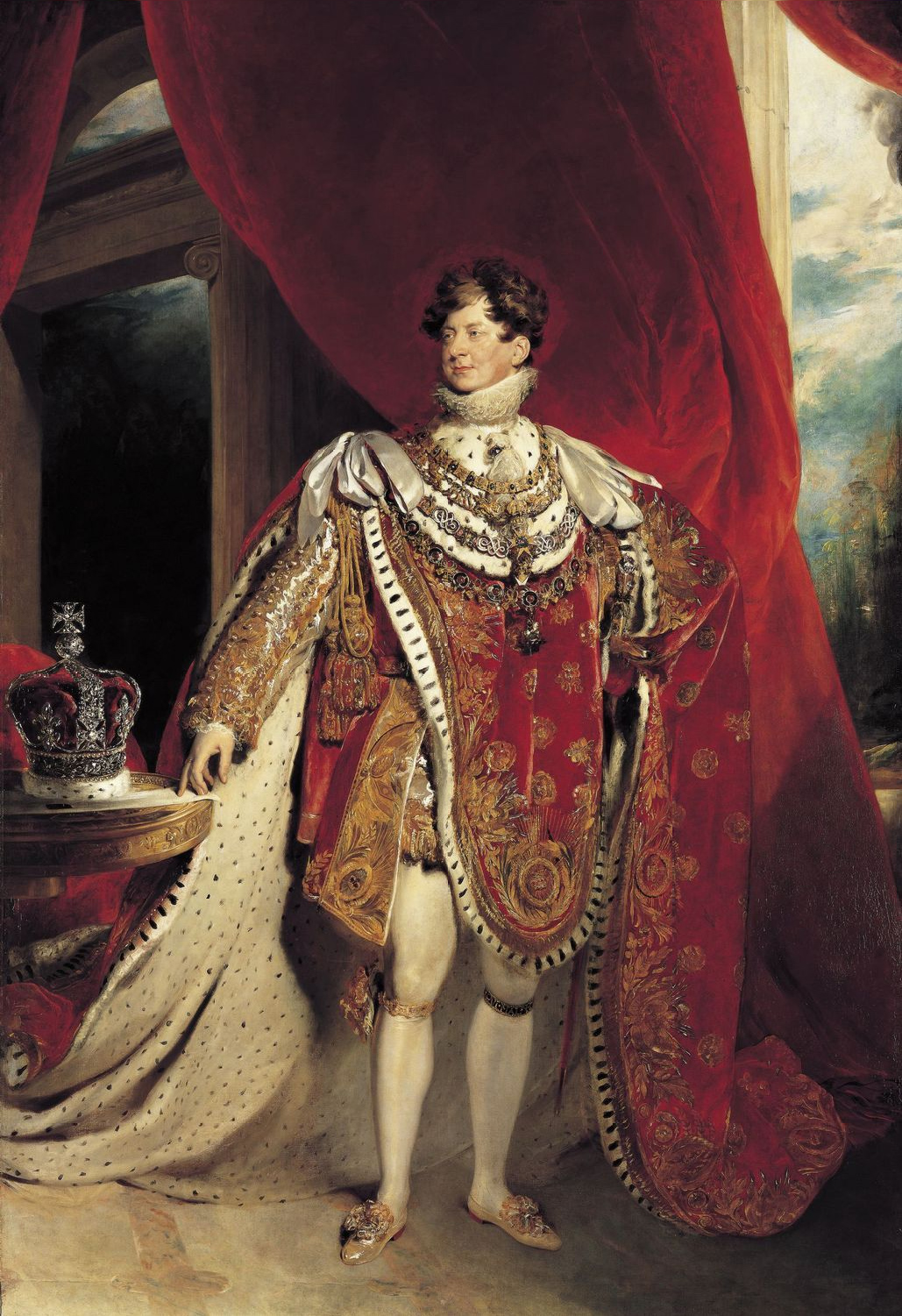
George IV en 1821.

Le nom de la rue évoque le souvenir du prince-régent, futur George IV (1762-1830).

## Historique
Après une dizaine d'années de travaux, Regent Street prend son nom en janvier 1819 et est ouverte, sans cérémonie particulière, à la fin de l'été de la même année. Elle est l'œuvre de l’architecte John Nash.

## Magasins réputés

### Apple
Le magasin de vente au détail d'Apple (Apple retail store) a ouvert au 235 Regent Street le 20 novembre 2004. Il est le premier magasin de ce genre à s'implanter en Europe[réf. nécessaire]. En 2005, deux nouveaux magasins Apple ont ouvert au Royaume-Uni.

### Canada Goose
Le magasin phare de Canada Goose est situé au 244 Regent Street.

### Dickins and Jones
En juin 2005, House of Fraser, le propriétaire de Dickins and Jones, dont l'existence remonte à 1803 et qui se trouve sur Regent Street depuis 1835, annonce que ce grand magasin fermera ses portes en janvier 2006. Dickins and Jones faisait des pertes depuis de nombreuses années et n'a pas été capable de se maintenir face à des rivaux plus à l'écoute de la mode comme son voisin Liberty. Le bâtiment sera réaménagé avec des petites surfaces dans les niveaux inférieurs et avec des appartements et des bureaux dans les étages supérieurs.

### Hamleys
Hamleys est un des plus grands magasin de jouets du monde. Il est situé à environ 90 mètres au sud d'Oxford Circus du côté gauche de la rue. Depuis les années 1990, Hamleys est implanté sur 6 étages entièrement dédiés aux jeux et jouets. Le rez-de-chaussée est toujours garni de peluches en tout genre, des petits chiots aux girafes grandeur nature. Même s'il n'est plus le plus grand du monde, il reste l'un des plus célèbres.

### Liberty & Co
Liberty & Co est un grand magasin de Londres fondé par Arthur Lasenby Liberty en 1875, grâce à un emprunt de 1 500 livres sterling que lui avait accordé son futur beau-père. Au début, l'endroit propose des articles importés de l'Empire britannique (soieries, porcelaines japonaises), et pour cette raison avait été baptisé Emporium. Puis, sous la direction d'Edward William Godwin, architecte et créateur, grande figure de l'esthétisme, le magasin a acquis une renommée internationale lors de la création de son département de vêtements.

### Tommy Hilfiger
La boutique Tommy Hilfiger est située au 138 Regent Street, sur le côté droit de la rue depuis Piccadilly Circus.